# Michele Giuttari
Michele Giuttari (* 1950 in Messina) ist ein italienischer Polizist und Schriftsteller. 

## Leben
Giuttari wurde in der sizilianischen Provinzhauptstadt Messina geboren und beendete das Jurastudium mit Erfolg. Danach trat er der Polizia di Stato bei, bei der er in der Squadra mobile von Reggio Calabria eingesetzt wurde und danach die von Cosenza leitete. Danach wurde er in der Direzione Investigativa Antimafia in Neapel und Florenz eingesetzt. Nach Durchführung der Ermittlungen zum Anschlag der Cosa Nostra am 26/27. Mai 1993 in Florenz (die sogenannte Strage di via dei Georgofili, wobei auch die Uffizien beschädigt wurden) übernahm er 1995 die Squadra mobile von Florenz, die zu jener Zeit hauptsächlich mit dem Kriminalfall des Monster von Florenz beschäftigt war.

## Kriminalfall Monster von Florenz
Die Ermittlungen in der Mord- bzw. Doppelmord-Serie im Umland von Florenz wurde seit 1995 von Giuttari geführt. Der letzte Mord, der dieser Serie zugerechnet wird, geschah 1985. Anfang der 1990er Jahre geriet der 68-jährige Bauer Pietro Pacciani aus Mercatale in Val di Pesa ins Blickfeld der Ermittler. Nach den vorherigen Ermittlern und auch unter Giuttari sollte er zu einer geheimen Gruppe gehören, der auch die Männer Mario Vanni, Giovanni Faggi und Giancarlo Lotti angehörten, um schwarze Messen abzuhalten und weibliche Körperteile zu opfern. Nach Revisionen des Falles und dem Tod Paccianis bleibt der Fall ungelöst. Giuttari behauptet bis heute, dass mehrfach wichtige Daten unterschlagen wurden und der Täter die Morde auf Befehl von Auftraggebern ausführte, die bis heute auf freiem Fuß seien. 
Zu den schärfsten Kritikern des Ermittlers Giuttari gehören der amerikanische Buchautor Douglas Preston und der italienische Journalist Mario Spezi, die in ihrem Buch eine gegensätzliche Position zur Täterfrage erheben. Nach ihrer Meinung ist von Giuttari die sogenannte Sardische Spur vernachlässigt worden.  
2003 wurde Giuttari im Zusammenhang des Falles wegen Verleumdung angezeigt. Eine Anklage wegen Amtsmissbrauch wurde aufgrund derselben Anzeige 2006 eröffnet. Am 22. Januar 2010 wurde Giuttari zusammen mit Giuliano Mignini wegen Amtsmissbrauches verurteilt. Laut Urteil verfügte Giuttari ungesetzmäßige Telefonüberwachungen gegen diverse Polizeibedienstete und Journalisten.
Die Anklage gegen Giuttari (zusammen mit Giuliano Mignini) wurde am 22. November 2011 annulliert (Corte di Appello di Firenze).

## Werke
- Compagni di sangue, 1999, mit Carlo Lucarelli[7]
- Il Mostro. Anatomia di un'indagine, 2006 (dt. Das Monster von Florenz, Bastei Lübbe, Bergisch Gladbach 2008, ISBN 978-3-404-60608-5, Übersetzt von Katharina Förs und Rita Seuß)

Commissario Ferrara Serie
- Scarabeo, 2004 (dt. Die Signatur, Bastei Lübbe, Bergisch Gladbach 2008, ISBN 978-3-404-26767-5, übersetzt von Karin Diemerling)
- La Loggia degli innocenti, 2005 (dt. Die Loge der Unschuldigen, Bastei Lübbe, Bergisch Gladbach 2006, ISBN 978-3-404-92237-6, übersetzt von Karin Diemerling)
- Il Basilisco, 2007 (dt. Rachefeuer, Bastei Lübbe, Bergisch Gladbach 2007, ISBN 978-3-7857-1616-8, übersetzt von Karin Diemerling)
- La Donna della 'Ndrangheta, 2009 (dt. Blutsverwandt, Ehrenwirth Verlag 2010, ISBN 3431038115, übersetzt von Karin Diemerling)
- Le rose nere de Firenze, 2012 (dt. Schwarze Rosen, Bastei Lübbe, Köln 2013, ISBN 978-3-404-16748-7, übersetzt von Karin Diemerling)